# 増田みず子
増田 みず子（ますだ みずこ、1948年11月13日 - ）は、日本の小説家。東京都足立区千住関屋町出身。本名、榛名みず子。

## 来歴
東京都立白鷗高等学校に入ったが、受験校の校風に反発して中退し、東京都立上野高等学校の定時制に再入学。のち、当時の心の傷跡を自伝的な作品『内気な夜景』の題材にした。東京農工大学農学部植物防疫科卒業。日本医科大学第二生化学教室勤務を経て「死後の関係」で新潮新人賞の候補となり、小説家としてデビューする。
元来、男女問わず独身生活を主題とする作家だったが、1986年の『シングル・セル』はその到達点ともいうべき長編で、「シングル」という語が少し流行語となり、また話題となった。
近年は青山学院女子短期大学で創作を指導しながら、雑誌に短篇を発表している。2020年、『月夜見』以来19年ぶりの単行本『小説』を刊行する。
また6回芥川賞の候補に上るが受賞ならず。これは、なだいなだ、阿部昭、島田雅彦、多田尋子らとともに最多落選記録である。

## 略歴
- 1977年、「死後の関係」で新潮新人賞候補。
- 1978年、「個室の鍵」で第79回芥川龍之介賞候補。
- 1979年、「桜寮」で第80回芥川龍之介賞候補、「ふたつの春」で第81回芥川龍之介賞候補。
- 1980年、「慰霊祭まで」で第82回芥川龍之介賞候補
- 1982年、「小さな娼婦」で第86回芥川龍之介賞候補。
- 1983年、「内気な夜景」で第89回芥川龍之介賞候補。
- 1985年、『自由時間』で第7回野間文芸新人賞受賞。
- 1986年、『シングル・ セル』で第14回泉鏡花文学賞受賞。
- 1992年、『夢虫』で芸術選奨新人賞受賞。
- 1993年、「顔」で第20回川端康成文学賞候補。
- 1994年、「風草」で第21回川端康成文学賞候補。
- 2001年、『月夜見』で第12回伊藤整文学賞受賞。
- 2003年、「添い寝」で第29回川端康成文学賞候補。

## 著書
- 『詩集　硬質のアプサラス』 現代文学会出版部, 1977
- 『ふたつの春』 新潮社, 1979 のち福武文庫
- 『道化の季節』 集英社, 1981
- 『麦笛』 福武書店, 1981のち文庫
- 『自殺志願』 福武書店, 1982 のち文庫
- 『内気な夜景』 文藝春秋, 1983
- 『独身病』 新潮社, 1983
- 『自由時間』 新潮社, 1984
- 『家の匂い』 河出書房新社, 1985
- 『二十歳・猛獣』 集英社, 1985
- 『女からの逃走』 花曜社, 1986
- 『シングル・セル』 福武書店, 1986 のち文庫、講談社文芸文庫
- 『降水確率』 福武書店, 1987
- 『一人家族』 中央公論社, 1987
- 『<孤体>の生命感 小説と生命の論理』岩波書店, 1987 (作家の方法)
- 『夜のロボット』 講談社, 1988
- 『禁止空間』 河出書房新社, 1988
- 『鬼の木』 新潮社, 1989
- 『児童館』 日本文芸社, 1989
- 『シングル・ノート』 日本文芸社, 1990
- 『水魚』 日本文芸社, 1990
- 『カム・ホーム』 福武書店, 1990
- 『童神』 中央公論社, 1990
- 『夢虫』 講談社, 1991
- 『空から来るもの』 河出書房新社, 1992
- 『風道』 筑摩書房, 1993
- 『隅田川小景』 日本文芸社, 1993
- 『妖春記』 講談社, 1994
- 『わたしの東京物語』 丸善ブックス, 1995
- 『風草』 河出書房新社, 1995
- 『うちの庭に舟がきた』 河出書房新社, 1996
- 『水鏡』 講談社, 1997
- 『火夜』 新潮社, 1998
- 『樋口一葉』 新典社, 1998 (女性作家評伝シリーズ 1)
- 『月夜見』 講談社, 2001
- 『小説』田畑書店,2020
- 『理系的』田畑書店,2021